# 官生
官生，指中國明清科舉制度中，以官廕而入國子監讀書者，即廕監生或恩監生。

## 明朝
明朝官員所請廕之子稱為官生。
- 恩廕生：明初沿襲元朝任子制，文官一品至七品皆得廕一子以世受俸祿。成化三年（1467年）設限，在京三品以上官員才能請廕，當即授與職事或送監讀書。又稱「官生」。
- 恩監生：由皇帝特許不按品級授與監生資格者。亦稱「官生」。

## 清朝
- 清朝科舉，
  - 恩廕生：順治二年（1645年）定在京文官四品、翰、詹、科道、外三品以上，武官二品以上，俱送一子入監。宗室、覺羅給廕送監者。稱「官生」。
  - 難廕生：因公務殉難者，廕一子入監者。稱「官生」。
  - 文武大臣子侄應鄉試者稱為「官生」，其試卷稱為「官卷」。
- 南方各省土司有「土官生」。
- 琉球、安南、暹羅等藩屬國也配有外藩官生入監名額。
- 欽天監的天文生也稱為「官生」。